# Serwer RBL
serwer RBL (ang. Real-time Blackhole List) - serwer posiadający aktualizowane w czasie rzeczywistym informacje dotyczące niebezpiecznych serwerów poczty elektronicznej (spamerów); korzystający z nich program łatwiej znajdzie i odrzuci niechcianą pocztę.